# غياث المدهون
غياث المدهون (من مواليد 19 تموز/يوليو 1979) هو شاعر فلسطيني سوري سويدي. تُرجمت أعماله إلى العديد من اللغات ومنها السويدية والألمانية واليونانية والإيطالية والإنجليزية والهولندية والفرنسية والإسبانية والتشيكية والكرواتية والألبانية والإندونيسية والفارسية والصينية. كان شعره جزءًا من العديد من أعمال الفنانين، على سبيل المثال، عرض الفنان جيني هولزر شعره في الدنمارك والولايات المتحدة الأمريكية وإيطاليا، وأدى الفنان بليكسا بارجيلد قصائده في النرويج واليونان.

## نشأته
ولد غياث في مخيم اليرموك في سوريا لأب فلسطيني من غزة وأم سورية من درعا، لم يكن يحمل أوراقاً ثبوتية طوال الـ29 عاماً التي قضاها في سوريا، إلا أنه درس الأدب العربي في جامعة دمشق. قرر المدهون الرحيل في أقرب فرصة، وجاءته الفرصة من خلال دعوة لأمسية شعرية في السويد وضابط مرتش في مطار سوري، فوصل إلى السويد ليطلب اللجوء السياسي، وحصل على الجنسية بعد 3 سنوات. ويعيش غياث الآن بين برلين وستوكهولم.
عن نشأته وارتباطه بسوريا يقول المدهون: «ذاكرتي للمكان الذي عشت فيه، وتبلورت وتضخمت كمغترب، فعادة عندما يسافر الإنسان يكون حنينه للمكان الذي تركه، فمن الطبيعي أن يكون حنيني لسوريا، وليس فلسطين، فأنا قبل الجنسية السويدية لم أر فلسطين، أحن إلى ذكرياتي، تجاربي، ناسي، لكل ما عشته هناك، أما السويد فهي واقعي، إن كنت أحبه أو أكرهه، فهي الواقع الذي أنا متورط فيه كمواطن سويدي ودافع ضرائب وحامل جواز سفر، وهي المواطنة الوحيدة التي حصلت عليها في حياتي، رغم إنني رحال بالمعنى الحرفي للكلمة». على الرغم من ذلك فقد عبر عن تعلقه الكبير بفلسطين أيضًا، وقال عن ذلك: «فلسطين هي كل شيء، أولاً وأخيراً أنا فلسطيني، بالانتماء والوراثة، وُلدتُ في سوريا ليس باختياري، لأن الفلسطينيين دفعوا بلادهم كحل وضريبة لمعاداة السامية في أوروبا، فقرر العالم أن يحل المسألة اليهودية على حساب الشعب الفلسطيني، فأنا ولدت كلاجئ لأن الجزار أدولف هتلر قام بالحل النهائي». تمكن المدهون من زيارة فلسطين لأول مرة بعد حصوله على الجواز السويدي.

## مسيرته
نشر المدهون أربع مجموعات شعرية، أولها من أربعة مجلدات شعرية باللغة العربية ونُشرت عام 2004، وآخرها «الأدرينالين» في ميلانو 2017. وفي السويد، ترجمت أعماله ونشرت في مجموعتين: "Asylansökan" (طلب لجوء)، التي مُنحت جائزة "Klas de Vylders" (دي فيلدر) للكتاب الأجانب. كما قام بتأليف "Till Damaskus (2014)" (إلى دمشق) بالاشتراك مع الشاعرة السويدية ماري سيلكبيرج. اختير الكتاب في قائمة "Dagens Nyheters" (داغينزنيهيتر) لأفضل الكتب الجديدة في النقد الأدبي، وحُوِّل أيضًا إلى مسرحية إذاعية في الإذاعة الوطنية السويدية. كما كان الكتاب ضمن قائمة كتب الشعر الأكثر مبيعاً في بلجيكا عامي 2015 و2017، كما وصل كتاب «أنا هنا، أنت هناك» إلى قائمة كتب الشعر الأكثر مبيعاً في بلجيكا عام 2017. استمر المدهون في شراكته مع ماري سيلكبيري وأنتجا أيضًا العديد من الأفلام الشعرية آخرها «ثلج» في 2015.
نشر المدهون مع الشاعرة الهولندية آن فيغتر المجموعة الشعرية "ik hier jij daar" (أنا هنا، أنت هناك) في أمستردام سنة 2017.
تُرجمت مجموعة مختارة من قصائده إلى الإنجليزية من قبل كاثرين كوبهام وأصدرتها Action Books بالولايات المتحدة الأمريكية تحت اسم «أدرينالين»، في 15 نوفمبر 2017. اختيرت مجموعة أدرينالين من ضمن القائمة الطويلة المرشحة لجائزة BTBA (جائزة أفضل كتاب مترجم) سنة 2018، وكانت في قائمة أفضل الكتب مبيعًا لمدة أربعة أشهر - ديسمبر 2017، يناير 2018، فبراير 2018 ويناير 2019.
أُصدرت كذلك مجموعة مختارة من قصائد غياث المدهون وتُرجمت إلى الألمانية من قبل لاريسا بندر باسم "Ein Raubtier namens Mittelmeer" (حيوان مفترس يسمى البحر المتوسط)، في 9 فبراير 2018. احتل الكتاب المرتبة الأولى في قائمة "Litprom-Bestenliste / Sommer 2018" لأفضل الكتب المترجمة إلى الألمانية. وفاز المدهون بمنحة DAAD (فنان مقيم في مدينة برلين) 2019ـ 2020.
المواضيع الرئيسية في شعر المدهون هي الحرب والدمار والموت والقتال والنفي والحنين إلى الوطن. يرسم المدهون قوسًا زمنيًا بين عمليات إطلاق غاز الكلور لأول مرة في الحرب العالمية الأولى وصولا إلى هجمات الغاز السام للنظام السوري. أبطال قصائده هم ضحايا الحرب الأهلية السورية، والجرحى، والنازحون وطالبو اللجوء، ومن بقي في ساحة الحرب. تتغذى قصائده المعقدة بالصور الغنية للشعر العربي وكذلك تقاليد الشعر الأوروبي.

## آراؤه
لم يكن المدهون في سوريا عندما انطلقت الثورة السورية في 2011، فلم يشارك فيها، وعلى الرغم من دعمه لها، إلا أنه يرى أنه «لا يستحق أن يقال أنه جزء من الثورة السورية» بسبب عدم استطاعته العودة إلى سوريا خوفا من الموت، ولكنه مع ذلك يرى نفسه «جزءا من تبعات الكارثة السورية التي وقعت بشكل مباشر عليّ، لأن دمار سوريا هو دمار لذاكرتي ومكاني، ومقتل الشعب السوري هو مقتل لأهلي وأصدقائي فحتى لو لم أكن جزءاً منها هي كانت جزءاً مني، حتى وإن لم أذهب لسوريا».
يرى المدهون أن «دمشق محكومة بواحدة من الديكتاتوريات التقليدية والكلاسيكية جداً، التي في اعتقادي هي الأقسى في تاريخ الديكتاتوريات كلها، مقارنة ببينوشيه في تشيلي، وصدام حسين في العراق، والقذافي في ليبيا، وتشاوشسكو في رومانيا، لا أعتقد أن هناك ديكتاتورية تجرأت على ما فعله الأسد الأب والابن بالشعب السوري».
لا يرى المدهون نفسه متعدد الهويات، بل يرى نفسه «عربيًا جدًا، وثقافته مرتبطة باللغة العربية».

## المؤلفات
- «لا أستطيع الحضور» عن المؤسسة العربية للدراسات والنشر، في 2014.[12] ردمك ISBN 9786144194416
- أدرينالين، منشورات المتوسط، ميلانو، 2017.[13] ردمك ISBN 139788885771809
- «حيوان مفترس يسمى البحر الأبيض المتوسط» وهو مختارات شعرية باللغة الألمانية.[11]
- «أنا هنا، أنت هناك» وهو مجموعة شعرية باللغة الهولندية، دار يورغن ماس، أمستردام.

## الجوائز
- جائزة المزرعة 2005 عن ديوانه «قصائد سقطتْ سهوًا».[3]
- حاز كتابه «كلّما اتّسعت المدينة، ضاقتْ غُرفتي» على جائزة دمشق عاصمة الثقافة العربية، 2008.[3]
- حاز «طلب لجوء» المترجم للسويدية على جائزة الكاتب الأجنبي التي يقدمها اتحاد الكتاب السويديين.[14]
- اختير ديوان «إلى دمشق» ضمن قائمة النقاد لأفضل الكتب الصادرة في السويد في العام 2014
- دخل ديوان «أدرينالين» إلى BTBA، القائمة الطويلة لجائزة أفضل كتاب مترجم إلى الإنجليزية،
- تصدر كتابه «حيوان مفترس يسمى البحر الأبيض المتوسط» قائمة أفضل الكتب المترجمة إلى الألمانية، Litprom-Bestenliste / Sommer صيف 2018.
- حصل فيلمه «ايفيان» على الجائزة الأولى في مهرجان «زيبرا» الألماني للأفلام الشعرية في برلين.[9][10]

## وصلات خارجية
- الموقع الرسمي
- Ghayath Almadhoun on Albert Bonniers Förlag
- Ghayath Almadhoun - Blixa Bargeld | Einstürzende Neubauten نسخة محفوظة 5 سبتمبر 2021 على موقع واي باك مشين.
- قصيدتان في ذي جارديان
- In Conversation: Ghayath Almadhoun - Asymptote
- فيلم شعري له
- مقالة له في جريدة الشرق الأوسط